# Scopi
Le Scopi est un sommet du massif des Alpes lépontines culminant à 3 190 mètres d'altitude. Il est situé entre le canton des Grisons et le canton du Tessin en Suisse. La face ouest de la montagne surplombe la vallée du Lucomagno et le lac de Sontga Maria.

## Ascension
Il existe deux sentiers pour parvenir au sommet du Scopi :
- le premier consiste à monter les alpages depuis le lac de Sontga Maria jusqu'à atteindre la crête ouest du Scopi, et à suivre celle-ci jusqu'au sommet ;
- le second part du col du Lukmanier, passe par le pic du Corbeau (Pizzo del Corvo) et atteint le sommet du Scopi par la crête sud.